# Беласица (село)
 Тази статия е за селото в област Благоевград.  За други значения на Беласица вижте Беласица (пояснение).  За други значения на Елешница вижте Елешница.
Беласица е село в Югозападна България. То се намира в община Петрич, област Благоевград.

## География
Село Бела̀сица е разположено в полупланинска местност в северното подножие на планината Беласица в регион Подгорие. Климатът е преходно-средиземноморски с летен минимум и зимен максимум на валежите. Средногодишната валежна сума е около 700 мм. Средната надморска височина е 380 метра, като най-ниските части на селото са на около 320 м н.в., а най-високите на 440 м н.в. Почвите са делувиални, делувиално-ливадни, песъчливи и песъчливо-глинести. Край селото тече река Струмешница, която огражда землището му от север.
В селото се отглеждат качествени плодове и зеленчуци в големи черешови, прасковени и други масиви. Селото е сгушено в полите на планината, като от него се откриват изключителни гледки. Възможно е организирането на планински преходи, ловуване и риболов в река Иваник, събиране на кестени и гъбарство през есента. Над село Беласица се намират едни от най-големите в страната кестенови гори (ядливи кестени). В планината има прокарани доста горски пътища, а около тях жителите на селото са изградили и няколко чешми. В селото от август 2013 година функционира любителска метеорологична станция на 381 м н.в.

## История
До 1960 година село Беласица се е наричало Елешница. Под това име селото се споменава в османски регистри от 1570 и 1664-1665 години. Според първия регистър в селото живеят 70 християнски домакинства. На днешното място се установява през втората половина на XVIII век.
Запазени са две исторически версии за възникването на селото на днешното място. Според едната, жителите на някогашното село в местността Марковица (западно от Беласица) се преселват след наводнение; според другата, жителите на изчезналото село в местността Ляшница се преселват поради епидемия.
През XIX век поминък на населението са земеделието (пшеница, царевица, ориз, сусам, мак, памук, афион, лозя, лен, овощия) и животновъдство (овце, кози, свине), произвежда се сусамово масло и вино. Поддържат се икономически връзки с Горни Порой (сега в Република Гърция), като идват кираджии и търговци, които изкупуват част от произведената селскостопанска продукция и доставят някои промишлени стоки (напр. платове), както и с градовете Петрич, Дойран и Струмица (последните два града са понастоящем в Република Северна Македония).
В „Етнография на вилаетите Адрианопол, Монастир и Салоника“, издадена в Константинопол в 1878 година и отразяваща статистиката на населението от 1873 година, Долне Елешница (Dolné Elechnitza) е посочено като село със 150 домакинства с 85 жители мюсюлмани и 385 жители българи.
През 1872 година Георги Урумов открива новобългарско училище, първото в Петричкия край. През 1885 година с доброволен труд и дарения е построена училищна сграда. След като по силата на Берлинския договор 1878 година селото остава под османско владичество, за град Кукуш заминава делегация, която с помощта на католически мисионери издейства от османските власти спиране на издевателствата.
В 1891 година Георги Стрезов пише за селото:
| „ | Елешница, на З от Петрич 2 часа; лежи в подножието на Беласица; жителите си минуват с изобилните овощни дървета, кестени, круши, ябълки, които тук растат. Повечето са орачи и лозари. Църква българска и училище с 18 ученика. Къщи 140 в Долна Елешница и 40 в Горна Елешница. | “ |

През 1897 година е построена черквата „Св. Пророк Илия“ (паметник на културата). Храмът е изписан през 1910 година от зографите Теофил Минов и Мина Марков от село Каракьой, Неврокопско.
Към 1900 година съгласно статистиката на Васил Кънчов („Македония. Етнография и статистика“) село Елешница има 830 жители — 600 българи-християни и 230 турци.
Според статистиката на секретаря на Българската екзархия Димитър Мишев („La Macédoine et sa Population Chrétienne“) в 1905 година християнското население на селото (Gollémo-Elechnitza) се състои от 880 българи екзархисти. В селото има 1 начално българско училище с 1 учител и 21 ученици.
Елешница е освободена от османско владичество през октомври 1912 година, като турското население е избито, а турската джамия изгорена. Осем доброволци от селото участват в Балканската война 1912-1913.
По време на Втората световна война в близост до селото в местността „Копанчето“ са съсредоточени значителни немски части и оръжие. През 1944 година, над село Елешница действа Петричкият партизански отряд „Антон Попов“.
След 1944 година, е даден отпор от местното население, изключително обичащо земята си, на образуването на ТКЗС, поради което и много хора са осъдени по политически причини, както и изселени в далечни точки на територията на страната. Голям брой от мъжката част на населението емигрира поради политическите репресии от родината си, бягайки през планината Беласица в Гърция, откъдето продължават по света. При тези бягства жители на селото са застрелвани от български граничари.
През периода 1944 – 1989 година в селото се развива изключително много земеделието, като тук се намират най-големите в Благоевградски окръг масиви от череши, праскови, бадеми и т.н. В землището на селото са изградени и няколко микро язовира. Отглежданите плодове и зеленчуци са с изключително качество и екологично чисти, поради което са били предназначени за държавния елит.
След демократичните промени и реституцията на земята, в село Беласица отново засилено се развива земеделието и леката промишленост (обувна фабрика, шивашки предприятия, дърводелски цех).
В селото съществуват около 5 хранителни магазина, 5 кафенета, железария, фризьорски салон, здравна служба, пощенска станция, основно училище, детска градина, застрахователен брокер, футболен стадион, където мачовете си провежда ФК „Беласица 08“ и други. През 2012 г. недалеч от селото, на река Иваник е изграден и мини ВЕЦ.

## Население

### Етнически състав
Преброяване на населението през 2011 г.
Численост и дял на етническите групи според преброяването на населението през 2011 г.:
|                     | Численост |
| Общо                | 39        |
| Българи             | 18        |
| Турци               | 2         |
| Цигани              | 19        |
| Други               | -         |
| Не се самоопределят | -         |
| Неотговорили        | 52        |

## Обществени институции
- Основно училище „Христо Ботев“ – община Петрич
- Читалище „Просвета“
- Народно читалище „Леонардо Да Винчи -2013“
- Целодневна детска градина „Детски Свят“
- Футболен клуб АФК „Беласица – 08“

## Културни и природни забележителности
- Храм „Свети Пророк Илия“ – паметник на културата
- Балджиевата воденица, работеща воденица от 1887 година

## Редовни събития
- 1 януари – ежегодни кукерски игри;
- 6 януари – официално отбелязване на празника Богоявление в двора на черквата;
- 1 февруари – празнуване на Трифон Зарезан – избира се на цар на виното и ракията в съчетание с музика, песни и танци;
- 5 май – посрещане на празника Гергьовден в местността „Чуката“ („Платуник“) – празнува се цяла нощ на поляна, намираща се високо в планина Беласица;
- 20 юли – Илинден - събор на селото.